# Sigüés
Sigüés és un municipi d'Aragó situat a la província de Saragossa i enquadrat a la comarca de la Jacetània.
La temperatura mitjana anual és de 12,2° i la precipitació anual, 750 mm.